# Nuzín
Nuzín je malá vesnice, část městyse Čestice v okrese Strakonice v Jihočeském kraji. Nachází se asi dva kilometry jihovýchodně od Čestic; protéká jí Nuzínský potok, který je pravostranným přítokem potoka Peklov. Je zde evidováno 40 adres. V roce 2011 zde trvale žilo třicet obyvatel.
Nuzín je také název katastrálního území o rozloze 2,93 km².

## Historie
První písemná zmínka o vesnici pochází z roku 1400.

## Obyvatelstvo
| Rok            | 1869 | 1880 | 1890 | 1900 | 1910 | 1921 | 1930 | 1950 | 1961 | 1970 | 1980 | 1991 | 2001 | 2011 | 2021 |
| -------------- | ---- | ---- | ---- | ---- | ---- | ---- | ---- | ---- | ---- | ---- | ---- | ---- | ---- | ---- | ---- |
| Počet obyvatel | 210  | 249  | 257  | 243  | 240  | 254  | 211  | 145  | 121  | 95   | 58   | 38   | 46   | 30   | 37   |
| Počet domů     | 35   | 45   | 47   | 47   | 46   | 46   | 45   | 45   | 45   | 32   | 24   | 32   | 36   | 38   | 38   |

## Obecní správa
Při sčítání lidu v letech 1850–1929 Nuzín byl osadou obce Zechovice v okrese Strakonice. V letech 1930–1959 byl samostatnou obcí, se kterým patřil nejprve do okresu Strakonice, ale v roce 1950 v okrese Vimperk. Od roku 1960 je částí městyse Čestice v okrese Strakonice.